# Carl Hultman (ingenjör)
Carl Daniel Hultman, född 1 juli 1869 i Karlstad, död 28 september 1947 i Malmö,  var en svensk ingenjör och mejerikonsulent.
Hultman, som var son till lanträntmästare Carl Gustaf Hultman och Amalia Katarina Maria Naijström, utexaminerades från Chalmers tekniska läroanstalt 1890 och från Alnarps mejeriinstitut 1895. Efter olika anställningar var han föreståndare för mejeriet i Hammenhög 1895–1897, disponent vid Malmöortens mejeriförening 1897–1904 och mejerikonsulent i Malmöhus län från 1904. Han var sekreterare i Skånska ingenjörsklubben från 1903 och i Skånska smörexportföreningen 1906–1918. Han var ordförande i statens folkhushållningskommissions mejeriavdelning 1917–1918.